# 盧天命
盧天命（ろてんめい、ノ・チョンミョン、朝鮮語: 노천명、1912年9月2日 - 1957年6月16日）は朝鮮の詩人。孤独な生涯を郷土的世界と主情的世界を詩に読むことに捧げた。代表作「사슴（鹿）」は、盧の代名詞となっている。

## 略歴
1912年9月2日、黄海道長淵郡蒪澤面に生まれる。本貫は豊川盧氏。父は盧啓一、母は義城金氏の金鴻基、3人姉妹の次女。盧啓一は村の小地主で船関係の商売もしていたため、家は裕福な方であった。盧は生まれたとき、基善と名づけられたが、5歳のときに麻疹にかかり、危うく命を落としそうになる。この一件の後、天命と名を改めた。1920年、盧が9歳のとき、父が亡くなると、母方の実家があるソウルに移り住んだ。
進明普通学校を経て進明女子高等普通学校に進み、1930年に梨花女子専門学校英文科に進学した。この頃から詩の習作を始め、同校を卒業する頃には詩人として相当の水準に達していた。本格的に詩作に没頭するのは朝鮮中央日報社に勤めてからである。1935年、呉一島が創刊した詩誌『詩苑』の創刊号に「나의 靑春의 배는（私の青春の船は）」が掲載され、文壇に登場する。『詩文学』を発行していた朴龍喆の妹である朴鳳子と同学であったので、よく朴龍喆宅に遊びに行っていた。また、海外文学派が作った劇芸術研究会の会員になり、海外文学派とも親交があった。
1938年、咸大勲、李軒求、徐恒錫、曺希淳、李時雄、毛允淑、崔永秀、金福鎮等劇芸術研究会のメンバーと、アントン・チェーホフの「桜の園」を演じた。この公演に来ていた普成専門学校で経済学を教えていた教授、金光鎮と出会い、恋に落ちる。しかし、金には妻がおり、幸せな恋愛にはならなかった。この顛末は社会的な話題になり、兪鎮午が彼等の恋愛を「離婚」という小説で出したのでなお有名になった。結局、その恋愛は1949年に金が平壌に行ったきり戻って来ないことで終わった。
1938年1月、詩集『珊瑚林』に「사슴（鹿）」という詩が収録された。盧の代名詞ともなる詩である。盧はか弱い草食動物である鹿に自分の孤独を発見した。
1945年、朝鮮が解放を迎えたかと思うと、すぐに朝鮮戦争が始まった。盧は好むと好まざるとに関わらず、生きるために朝鮮文学家同盟の一員として活動した。これが、共産軍に加担したという嫌疑になり、捕らえられることになる。1951年、盧は金珖燮に自分を救い出すように手紙で要求し、これを受け取った金は金尚鎔、李軒求、李健赫等と協力して釈放運動を起こし、1951年3月2日、釈放された。
1956年、『梨花70年史』を執筆しているとき、体調を損ね、翌1957年3月7日には、脳溢血で清涼里の衛星病院に入院する。そのときはまもなく退院するが、6月16日、午前1時30分、桜下洞の自宅で息を引き取った。遺骨は、18日にソウル市東区中谷洞のカトリック墓地に埋葬された。
死後は親日反民族行為者に認定された。

## 年譜
- 1912年9月2日、黄海道長淵郡蒪澤面に生まれる。
- 1917年、麻疹にかかり、一命を取り留める。名を「天命」に改名する。
- 1926年、進明普通学校を卒業。
- 1930年、進明女子高等普通学校を卒業
- 1930年、梨花女子専門学校（現梨花女子大学校）英文科に入学。
- 1934年、梨花女子専門学校を卒業。
- 1934年、ソウル鍾路区安国洞107番地に引っ越す。朝鮮中央日報社学芸部の記者になる。
- 1935年2月、『詩苑』創刊号に詩「나의 靑春의 배는（私の青春の船は）」で文壇にデビュー。
- 1937年、朝鮮中央日報社を辞める。龍井、北間島、二頭構、延吉などを旅行する。
- 1938年、朝鮮日報出版部の雑誌『女性』を編集。
- 1938年、普成専門学校の教授、金光鎮と出会う。
- 1941年、『女性』の編集を辞める。
- 1943年、毎日申報の文化部記者になる。
- 1945年、ソウル新聞社の文化部記者になる。
- 1946年、ソウル新聞社を辞める。
- 1946年、婦女新聞社編集局次長になる。
- 1947年、婦女新聞社を辞める。
- 1949年、ソウル市鍾路区桜下洞225番地に引っ越す。
- 1950年9月、共産軍に加担していたという嫌疑で投獄される。
- 1957年3月、脳溢血で清涼里の衛生病院に入院する。まもなく退院。
- 1957年6月16日、自宅にて死亡。

## 主な作品
- 1936年、寒い時代になったものだ
- 1938年、の王様の耳は驢馬の耳
- 1940年、冬支度もせずに次の春の皮算用を立てている
- 1941年、働かざるもの食うべからず
- 1943年、右に倣えの精神
- 1948年、最後の思い出に見たいもの
- 1950年、本当に大切なこと